# خورشیدگرفتگی ۸ آوریل ۱۹۲۱

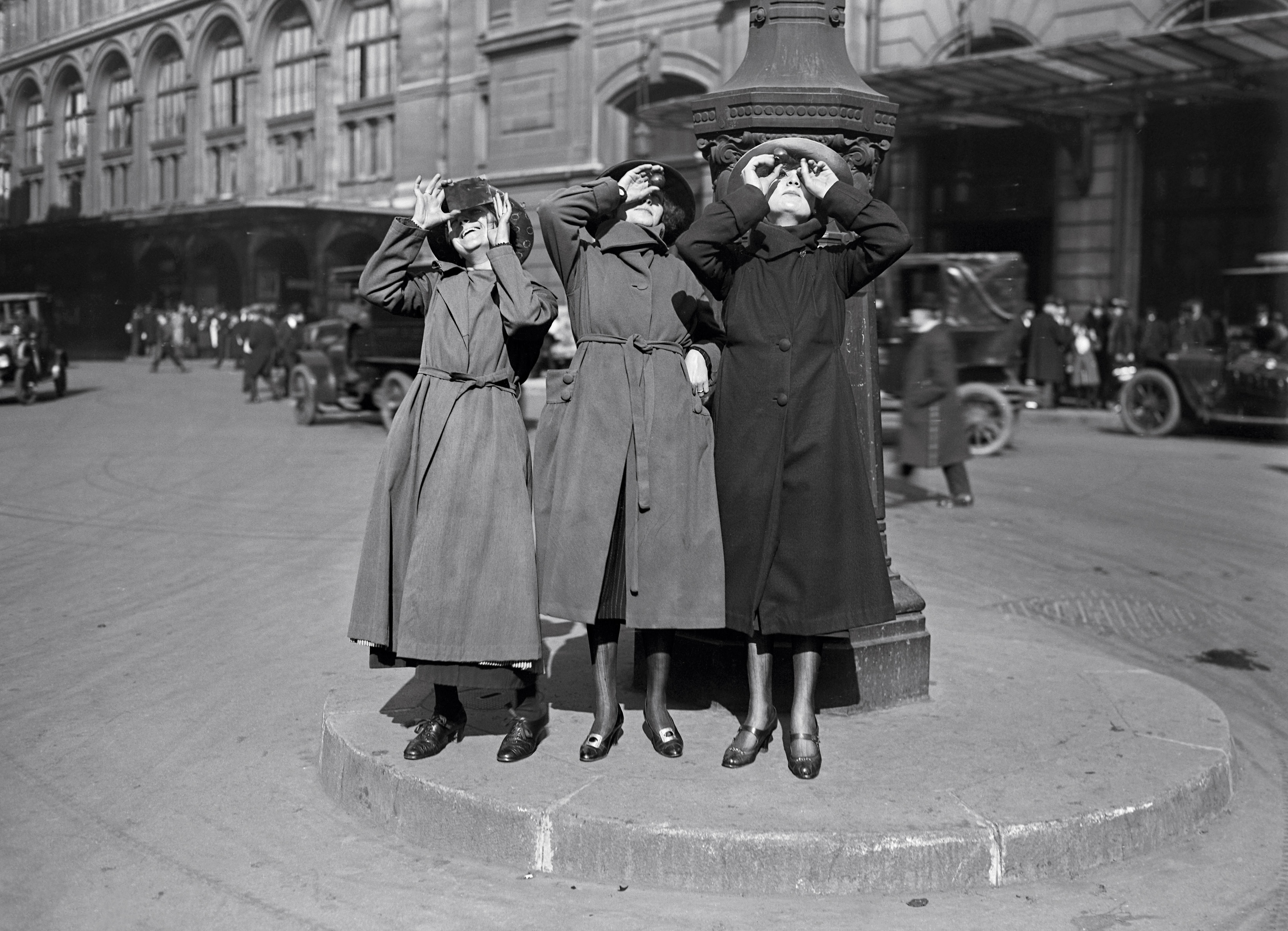
سه زن در حال تماشای خورشیدگرفتگی ۸ آوریل ۱۹۲۱ در مقابل ترمینال سن-لازار پاریس.

خورشیدگرفتگی ۸ آوریل ۱۹۲۱ (به انگلیسی: Solar eclipse of April 8, 1921) یک خورشیدگرفتگی از نوع خورشیدگرفتگی حلقه‌ای بود. این خورشیدگرفتگی در تاریخ ۸ آوریل ۱۹۲۱ میلادی (‎۱۹ فروردین ۱۳۰۰ خورشیدی) روی داد که زمان اوج آن، ساعت ۹:۱۵:۰۱ به‌وقت ساعت هماهنگ جهانی بوده‌است. مدت زمان و طول این خورشیدگرفتگی ۱ دقیقه و ۵۰ ثانیه بود.